# Bamalip

Diagramme de Venn d'un syllogisme en Bamalip.

Bamalip (également appelé Baralipton) est un terme de la logique aristotélicienne désignant un des cinq syllogismes de la quatrième figure des vingt-quatre modes. Il comprend une majeure de type A, une mineure de type A et une conclusion de type I, c'est-à-dire une majeure universelle affirmative, une mineure universelle affirmative et une conclusion particulière affirmative.
Un syllogisme en Bamalip consiste en une proposition de ce type : Tout P est S, or tout F est P, donc quelque S est F.
Les quatre autres syllogisme de la quatrième figure sont Camenes, Dimatis, Fesapo et Fresison.

## Exemples de syllogismes en Bamalip
1. Tout persan est un chat ;
2. Or tout chat est un félidé ;
3. Il y a donc des félidés qui sont des persans.

1. Tous les coureurs de fond sont des marathoniens ;
2. Ceux qui courent des marathons sont fatigués après leur course ;
3. Il y en a donc des qui ont été fatigués après leur course qui sont des coureurs de fond.

1. « Tous les miracles de la nature sont ordinaires ;
2. Tout ce qui est ordinaire ne nous frappe point ;
3. Donc il y a des choses qui ne nous frappent point, qui sont des miracles de la nature[1]. »